# Arce (Seine)
Die Arce ist ein Fluss in Frankreich, der im Département Aube in der Region Grand Est verläuft. Sie entspringt im Gemeindegebiet von Saint-Usage, entwässert generell in westlicher Richtung und mündet nach rund 26 Kilometern im Gemeindegebiet von Merrey-sur-Arce, als rechter Nebenfluss in die Seine.

## Orte am Fluss
- Vitry-le-Croisé
- Chervey
- Ville-sur-Arce
- Merrey-sur-Arce